# Portland and Kennebec Railroad
Die Portland and Kennebec Railroad ist eine ehemalige Eisenbahngesellschaft in Maine (Vereinigte Staaten). Sie wurde am 1. April 1846 als „Kennebec and Portland Railroad“ gegründet. Die Gesellschaft baute eine 60,8 Kilometer lange Strecke von Portland nach Bath und eine Zweigstrecke von Brunswick nach Augusta (53,8 km). Da die Strecke in Portland an das Netz der Portland, Saco and Portsmouth Railroad (PSPR) anschließen sollte, wurde sie in Normalspur (1435 mm) gebaut und wie folgt eröffnet:
| 4. Juli 1849  | Yarmouth–Brunswick–Bath   |
| 1851          | Deering Junction–Yarmouth |
| Dezember 1851 | Brunswick–Gardiner        |
| Januar 1852   | Gardiner–Augusta          |

In Portland wurde anfangs der Endbahnhof der York and Cumberland Railroad of Maine an der Preble Street mitbenutzt. Ein Verbindungsgleis führte von dort nach South Portland an der PSPR-Hauptstrecke, das jedoch nur dem Güterverkehr diente. Außerdem leaste die Gesellschaft die 1848 gegründete Somerset and Kennebec Railroad, die die anschließende Strecke von Augusta nach Skowhegan gebaut hatte und führte auf der 1857 fertiggestellten Strecke den Betrieb. 1861 baute die Kennebec&Portland eine eigene Strecke nach Portland hinein, legte die alte Verbindungsbahn still und die Personen- und Güterzüge endeten fortan im Bahnhof Commercial Street, wo ein direkter Übergang zu den Zügen in Richtung Boston möglich war.
Die Umgründung des Betriebs in „Portland and Kennebec Railroad“ erfolgte am Neujahrstag 1864. Am 12. Mai 1870 wurde die P&K ihrerseits durch die Maine Central Railroad geleast und am 16. November 1874 endgültig aufgekauft. Der Abschnitt Portland–Brunswick sowie die ehemalige Somerset&Kennebec gehört heute den Pan Am Railways, die übrigen Strecken seit 2003 der Morristown and Erie Railway, die sie als „Maine Coast Railroad“ betreibt.